# Flagge Ghanas
Vorbild der Flagge Ghanas war die Flagge Äthiopiens, deren Farbreihung umgedreht wurde. Ghana wurde als erste Kolonie in Afrika nach dem Zweiten Weltkrieg unabhängig und sein erster Präsident Kwame Nkrumah eine Leitfigur des Panafrikanismus, der Idee eines politisch vereinten Afrika. Viele andere, später unabhängig gewordene afrikanische Staaten nahmen diese Flagge zum Vorbild und wählten dieselben Farben, um die panafrikanische Idee zum Ausdruck zu bringen. Auf einen Aufruf in ihrer Lokalzeitung hin wurde die Flagge von der Ghanaerin Theodosia Salome Okoh entworfen. In der Ausschreibung hatte es geheißen: „Die Flagge soll originell sein und Motive enthalten, mit denen sich viele Bewohner des Landes identifizieren können.“

## Beschreibung und Bedeutung

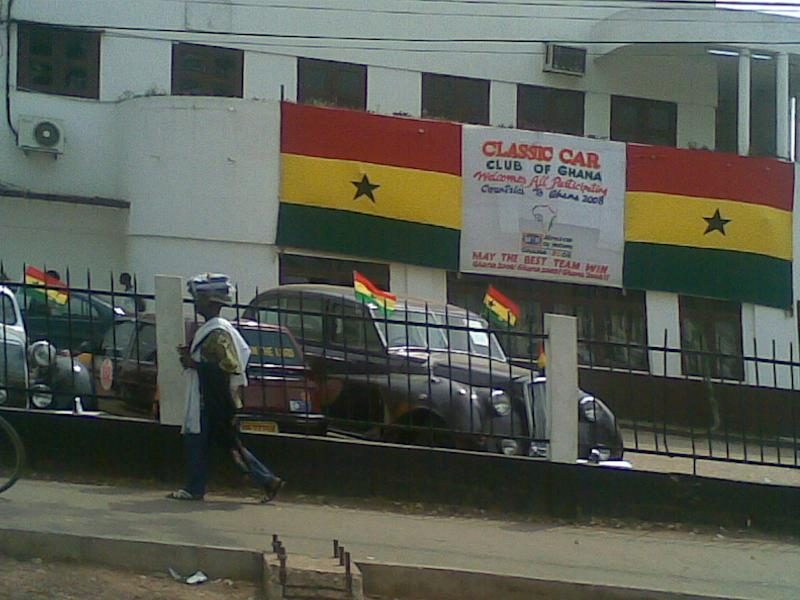
Flagge Ghanas

Die Nationalflagge besteht aus drei horizontalen Streifen in den panafrikanischen Farben Rot-Gelb-Grün. Der gelbe Streifen ist im Zentrum mit einem schwarzen Stern belegt. Okoh erklärte ihre Farbwahl folgendermaßen: „In Bezug auf die Geographie Ghanas entschied ich mich für die drei Farben Rot, Gold und Grün. Ghana liegt in den Tropen und ist mit reicher Vegetation gesegnet. Die Farbe Gold bezieht sich auf den Reichtum an Bodenschätzen und Rot gedenkt derer, die für die Unabhängigkeit des Landes gearbeitet haben oder gestorben sind. Und der fünfspitzige Stern ist das Symbol afrikanischer Emanzipation und Einheit im Kampf gegen den Kolonialismus.“
Laut der offiziellen Beschreibung erinnert Rot an das Blut, das im Freiheitskampf vergossen wurde, Gelb symbolisiert den Reichtum des Landes (der Name der ehemaligen Kolonie „Goldküste“ wies schon darauf hin) und Grün steht für die Wälder und Äcker des Landes. Der schwarze fünfzackige Stern in der Mitte der Flagge gilt als Leitstern der afrikanischen Freiheit. Er wird oft falsch dargestellt: Der Stern sollte den oberen sowie den unteren Streifen berühren.
Bolivien verwendet dieselbe Trikolore ohne Stern und mit einem anderen Seitenverhältnis als seine Nationalflagge.

## Geschichte der Nationalflagge
Zwischen 1877 und 1957 verwendete die britische Kolonie der Goldküste, Vorläuferin des heutigen Ghana, eine typische britische Kolonialflagge: Dunkelblau mit dem Union Jack im Kanton (linke, obere Ecke) und das Emblem der Kolonie unten rechts. Der Osten des heutigen Ghanas war bis 1914 Teil der deutschen Kolonie Togoland. Für Togoland gab es 1914 einen Vorschlag für eine eigene Flagge der Kolonie. Sie wurde aber aufgrund des Ersten Weltkrieges nie eingeführt.
Am 6. März 1957 wurde mit der Unabhängigkeit die auch heute noch verwendete Flagge eingeführt. 
Ghanas Flagge war die Vorlage für die der Ghana-Guinea-Union (Union afrikanischer Staaten) ab dem 28. November 1958. Sie unterschied sich von der ghanaischen Flagge nur dadurch, dass sie zwei Sterne enthielt. Nach dem Beitritt Malis im April 1961 zur Union kam ein dritter Stern hinzu, für weitere (nie erfolgte) Beitritte sollte die Anzahl der Sterne entsprechend erhöht werden. 1962 endete das Projekt.
Am 1. Januar 1964 wurde der gelbe Streifen in Anlehnung an die Parteiflagge der herrschenden Convention People’s Party durch einen weißen ersetzt. Einige Zeit wurden beide Flaggen nebeneinander verwendet. Nach dem Sturz der Regierung von Kwame Nkrumah wurde am 28. Februar 1966 wieder die alte Flagge von 1957 eingeführt. 

1:2  Flagge der Goldküste, 1877 bis 1957
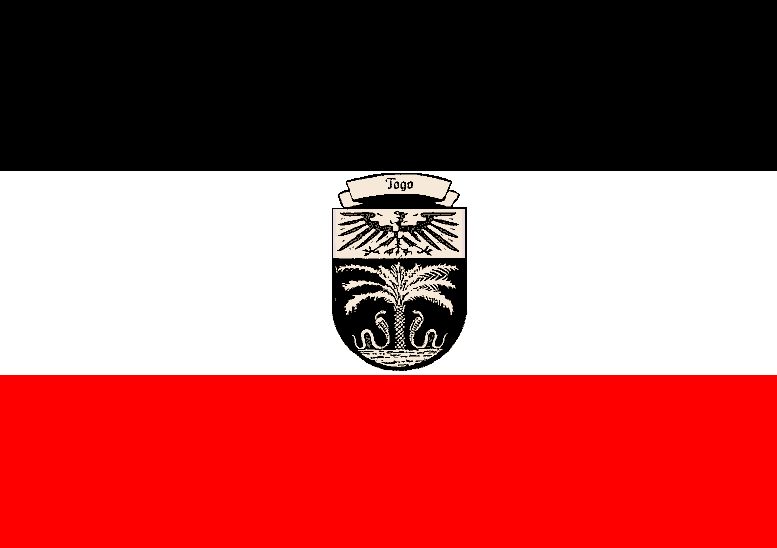
Entwurf für eine Flagge von Togoland, 1914
2:3  Flagge von Ghana, 1957 bis 1958
2:3  Flagge der Union der afrikanischen Staaten, November 1958 bis April 1961
2:3  Flagge der Union der afrikanischen Staaten, April 1961 bis 1962
2:3  Flagge von Ghana, 1962 bis 1964
2:3   Nationalflagge, 1964 bis 1966
2:3  Flagge von Ghana, seit 28. Februar 1966

## Flaggen der Ethnien

Flagge der Aschanti

## Weitere Flaggen Ghanas

2:3  Handelsflagge
2:3 Flagge der zivilen Luftfahrt
2:3 Flagge der Luftwaffe
2:3  Flagge der Marine (Seekriegsflagge)
2:3 Flagge des Präsidenten

### Hauptquellen
- Whitney Smith, Ottfried Neubecker: Die Zeichen der Menschen und Völker. Unsere Welt in Fahnen und Flaggen. Reich Verlag, Luzern 1975, ISBN 3-7243-0115-4.
- Flags of the World – Ghana (englisch)